# تورگاسکا
تورگاسکا (به لاتین: Torgaska) یک منطقهٔ مسکونی در روسیه است که در باشقیرستان واقع شده‌است.